# Test Drive 6
Test Drive 6 è il sesto capitolo della serie Test Drive. Penultimo capitolo della serie sviluppato dal team inglese Pitbull Syndicate, è stato pubblicato per Microsoft Windows, PlayStation, Dreamcast e Game Boy Color.

## Modalità di gioco
Come negli ultimi titoli, sono presenti molte auto che spaziano dalle moderne Jaguar XJ220 e Ford GT a modelli vintage come AC Cobra e Dodge Charger.

## Colonna sonora
- Fear Factory - Cars (03:37)
- Empirion - Big Time (05:58)
- Lunatic Calm - Leave You Far Behind (03:12)
- Eve 6 - Tongue Tied (03:09)
- Gearwhore - 11:11 (06:05)
- Q-Burns - He's A Skull (05:11)
- Empirion - What You Are (05:17)
- Kottonmouth Kings - Dogs Life (04:23)
- Gearwhore - Love (06:12)
- Aaron Carter & Stephen James Barry - Captain Cocktail (06:18)
- Empirion - Here Comes The Pain (06:12)
- Aaron Carter & Stephen James Barry - Time's Running Out (05:09)

## Accoglienza
David Zdyrko di IGN ha criticato il titolo ritenendo che, nonostante i miglioramenti introdotti rispetto a Test Drive 5, la versione per PlayStation rimane inferiore ai giochi concorrenti appartenenti alla serie Gran Turismo, Need for Speed e Ridge Racer. Anche la versione PC è considerata inferiore rispetto a Need for Speed: Road Challenge e Need for Speed: Hot Pursuit, venendo definito da Computer Games Magazine "Hot Pursuit con meno vetture scintillanti".